# 小娘惹 (2020年電視劇)
《小娘惹》（英語：The Little Nyonya）是一部由中國愛奇藝和新加坡長信傳媒製播的2020年中國大陸電視劇，由肖燕、寇家瑞、岳丽娜、戴向宇、徐鸣杰、邱凯伟、向云、房程程、孙子钧、李源冰、何雨虹、纪宁、张曦文、罗漩、馬亮領銜主演。此剧翻拍自2008年新加坡新傳媒版《小娘惹》。本劇於2020年6月5日在東方影視频道首播，其後於同年6月28日央視八套和愛奇藝播出。

## 轶事
- 当年的原版编剧洪荣狄，受邀再次担任新版本的编剧，加入了更多故事的发展细节，并把最终结局改写。
- 這部劇裡有兩位演員在原版劇集裡出現過。劇中飾演山本洋介的戴向宇（原版本名為「戴陽天」），在原版劇集裡亦飾演過同一個角色。而在本劇飾演陳老太太的向雲則在原版劇集中飾演黃天蘭及山本月娘（老年）。
- 除了向雲，此劇一共邀请了另外四位来自新加坡的演员参与演出：徐鸣杰、曹国辉、廖永谊和王昱清。

## 演员列表

### 主要演员
| 演員                 | 角色     | 暱稱／人物介紹 |
| 肖燕 万子晴 （童年） | 黄菊香   | 黄元及天兰的女儿。 九岁时因为患病而成聋哑之人，也因此令她外嫁困難。当黄元决定將菊香下嫁给查理张作妾时，菊香毅然逃婚，途中被山本洋介相救，后嫁予日本摄影师山本洋介，并诞下女儿月娘。菊香虽然能够在日军进攻马来亚前（陳盛支助）上到最后一条船，但她与月娘最后都遭黄家女人們妒恨，致而雙雙被推落海中。两人在海上漂浮回本島逃生后，再次重回新加坡跟洋介团聚。菊香最后因戰亂逃难被日軍槍殺而亡。 |
| 肖燕 万子晴 （童年） | 山本月娘 | 山本洋介（具日本半混血血統）及黄菊香的女儿（此女成長後，外型及極其形似媽媽菊香，且具日本混血1/4成分）。 為剧中後期中心人物，个性坚强、雖從未正式就學，但勤奮自學英文，不向命运低头（初期被陳錫暱稱為：“還我雞湯”）。 |
| 寇家瑞               | 陈锡     | 陳功及秀蓮的兒子。 因为受过西方教育，思想比较开放。初时因为想更加接近月娘（初期被月娘暱稱為：“臭人”），而讹称是陈家司机「牛仔」，但最后身份暴露；最希望与月娘结婚，但屢屡遭月娘拒绝（月娘藉因二小姐創傷之故婉拒）。六年後，在麗贝儿的搓合帮助与月娘重逢，有情人终成眷属。 |
| 郭信陽 （三歲）      | 陈锡     | |
| 潘謙樂 （十歲）      | 陈锡     | |
| 岳丽娜               | 林桂花   | 大姐 为人心狠手辣，只对自己一系儿女百般呵护。但对二太太天兰一系、菊香和月娘却非常苛刻恶毒，常把她们当作佣人使唤，最后因孫兒犯事被抓而中风收場。 |
| 戴向宇               | 山本洋介 | 一名酷爱峇峇、娘惹文化的混血日本人，也是一名摄影发烧友。 他終与黄菊香在新加坡结婚；但因洋介因为父亲病重，被迫（特務抓捕）回到日本從軍，遺落菊香一人在新加坡生活。菊香於後诞下女儿山本月娘。山本洋介在日本时被政府强征为士兵，成功逃脱后輾轉回到新加坡。但回来不久，日军攻克新加坡。山本洋介因逃兵通緝身份被查理张告发，随后被日军追捕中殺害。                                               |
| 邱凯伟               | 陳盛     | 喜歡菊香，卻被迫娶（黃家大太太一系第二代二女兒）美玉過門，對自己的婚姻關係感到無奈。陳盛在日軍進攻克新加坡前與陳家其他人坐船離開時，看到菊香和她女兒月娘被推落海中。陳盛因而感到內疚，對美玉恨之入骨，時時尖酸諷刺其行為，還自暴自棄，天天醉酒，唱峇峇民歌和跳峇峇民族舞蹈。最後卻（競爭銀行經營牌照一役）因為得罪查理張一家，暗派黃天寶買兇將其殺害。                                      |
| 何雨虹               | 黃玉珠   | 與月娘是好朋友（黃家桂花一系第三代二女兒）。 清秀可人、心地純良，在家中經常幫月娘解圍，亦教月娘讀書識字。誤遭羅伯張強姦後被迫與張家成婚。婚後卻遭羅伯張當成后宮神女，送予（競爭銀行經營牌照一役）之生意關鍵人物蹂躪，致而精神異常。于大结局病情得到好转，随月娘回到黄家祖宅与家人重新团聚，并决心要努力重新出发。                                                                           |
| 向云                 | 陈老太太 | 陳老太太 陈家辈分最高的女主人。为人处世和蔼慈祥、非常注重传统礼节。陈功及陈盛的祖母，陈锡的曾祖母。因陳錫媳婦珍珠偷拐家中財物出逃後，最后于睡梦中安详离世。 |

### 黃家
| 演員            | 角色     | 暱稱／人物介紹 | 年代   |
| 庄雪梅          | 大姑     | 大姑 黃家大姑媽。黄元的姐姐，秀鳳及秀娟的母親。 對人非常刻薄。 | 第一代 |
| 张黎明          | 黃元     | 黃家家主，桂花的丈夫。 通常只顧及家族生意，甚少理會家內事務。對天蘭、菊香和月娘表現冷淡，任她們由桂花折磨。 | 第一代 |
| 岳丽娜          | 林桂花   | 大姐 黃家正室，黃元的妻子。 參見主要演員 | 第一代 |
| 涂凌            | 王天蘭   | 黃家二太太，年輕時被黃元強姦後，被黃家老太太納為黃元妾室。 個性悲觀認命，雖然表面上貴為二姨太，但在家裡的身份非常低微，常被大太太（桂花）、秀鳳等人欺負。天蘭最後因為發現了黃金成和秀娟的不倫戀關係，被黃金成錯手推下樓梯而亡。                     | 第一代 |
| 纪宁            | 黃金成   | 黃元及桂花（第一代）的兒子，个性窝囊。 婚前与二表妹秀娟有染，但不敢违抗家族命令，与大表妹秀凤结婚。是（第三代）黃天寶、黃珍珠、黃玉珠的父親。最后因黃天寶被警察枪杀，黄家開始敗落，促致心臟病發暴病而亡。                                           | 第二代 |
| 孙子钧          | 黃美玉   | 黃元及桂花的女兒（第二代）。 原本心腸不壞，但嫁入陳家後，為了鞏固自己和娘家的地位而變得不擇手段。 | 第二代 |
| 肖燕            | 黄菊香   | 黄元及天兰的女儿。 參見主要演員 | 第二代 |
| 张曦文          | 秀鳳     | 嫁給黃金成，是（第三代）黃天寶、黃珍珠、黃玉珠的母親。 工於心計、城府深，對天蘭、菊香和月娘非常無禮，不時陷害及污衊她們。黄家落魄后寻求月娘的救济。                                                                                                 | 第二代 |
| 罗漩            | 秀娟     | 作風西化，行為大膽。喜歡金成，但未能與他結婚导致怀恨在心。 後來跟姊夫黃金成有私情实为报复其。最後卻偷走黃家家族生意一大筆錢，遠走香港。年老時，才把錢還給在當時已一蹶不振的黃家。最后结局交代其后来移民至英国开始新的生活，最终孤独终老，终身未嫁。 | 第二代 |
| 肖燕            | 山本月娘 | 山本洋介（具日本半混血血統）及黄菊香的女儿（此女成長後，外型及極其形似媽媽菊香，且具日本混血1/4成分）。 參見主要演員 | 第三代 |
| 万子晴 （童年） | 山本月娘 | | 第三代 |
| 徐鸣杰          | 黃天寶   | 玉珠和珍珠的大哥。為人勢利、攀高結貴，多與羅伯張來往。後因替羅伯張買兇殺死陳盛而逃亡，逃亡中也因殺死張氏父子和劫持陳錫父子，最終被警察当街枪杀。 | 第三代 |
| 李源冰          | 黃珍珠   | 玉珠的姐姐，自小被寵壞，愛發小姐脾氣，嫉妒心重。 因姑姑美玉的計謀嫁進陳家，卻得不到丈夫陳錫的愛。最后卷走了陳家的一部分财物与一个洋人私奔，但最终被该洋人骗走了所有财产并沦落到酒吧当歌女。在一次接客途中，乘坐的车子意外冲进河里身亡。             | 第三代 |
| 何雨虹          | 黃玉珠   | 與月娘是好朋友（黃家桂花一系第三代二女兒）。 參見主要演員 | 第三代 |
| 李庆誉          | 黄慈恩   | 玉珠和羅伯張的兒子，月娘的養子。 | 第四代 |

### 陳家
| 演員            | 角色     | 暱稱／人物介紹                                                                                                | 年代   |
| 向云            | 陈老太太 | 陳老太太 陈功及陈盛的祖母，陈锡的曾祖母。 參見主要演員                                                        | 第一代 |
| 潘泰名          | 陳功     | 陳盛之大哥，陈锡的父亲。 事業有成，思想傳統及注重禮節。                                                       | 第二代 |
| 顾靖            | 秀莲     | 陳功的妻子，陈锡的母亲。 大方得体，多次尝试化解陳盛和美玉的矛盾但不果。可惜红颜薄命，在逃亡英国的几年间病逝。 | 第二代 |
| 邱凯伟          | 陳盛     | 陳功之弟，陈锡的叔父。 參見主要演員                                                                           | 第二代 |
| 寇家瑞          | 陈锡     | 陈功及秀莲的儿子。 參見主要演員                                                                               | 第三代 |
| 郭信陽 （三歲） | 陈锡     | | 第三代 |
| 潘謙樂 （十歲） | 陈锡     | | 第三代 |

### 張家
| 演員   | 角色    | 暱稱／人物介紹 | 年代   |
| 牛宝军 | 查理·張 | 在英國受教育，常常看低峇峇娘惹文化。沉迷肉慾，陰險狡詐。最後被黃天寶错槍打死。                                                           | 第二代 |
| 马亮   | 羅伯·張 | 黄慈恩的父親，查理張的兒子，和其父同一鼻孔出氣。将玉珠误认成月娘将她强暴，后来与玉珠成婚后对她百般折磨。最後躲避黃天寶的追杀时坠楼身亡。 | 第三代 |

### 其他角色
| 演員   | 角色   | 暱稱／人物介紹 | 年代 |
| 房程程 | 阿桃   | 桃姐 黃家的一名媽姐，梳起不嫁。本來是大姑的近身侍婢，常常被大姑虐待。天蘭看到後就招攬阿桃來黃家當工人。阿桃雖然做事迷糊，但對天蘭、菊香和月娘非常忠诚耿直。 |      |
| 牛北壬 | 劉一刀 | 以殺豬為生。為人亦正亦邪。平常都擺出一套窮兇極惡的樣子，但對自己娘親卻是至孝，百般遵從。在月娘被綁架時，出手救了月娘的命；劉一刀最後貴從其娘親的遺願，把月娘娶回來；為了娶月娘，他發誓要長本事，賺大錢；以一手飛刀絕技殺死地痞笑面虎，成為黑道大哥。先後三次往月娘家提親，但月娘寧願自殺也不願與劉一刀一起，而此舉也令劉一刀對她非常敬佩，最後他們結拜成義兄妹。而他也在月娘的說服下，把劉一刀的「刀」字改成「道」，之後，遠離殺豬和其他偏門生意，做回一個老實人，與月娘共同打理燕窩批發生意，最后与一名女子结婚。 |      |
| 辛宇   | 石燕子 | 陳盛的红颜知己，战争爆发时帮助了菊香一家人，但最终被日军带走成为慰安妇且感染了性病。多年后在马六甲街头到处讨钱讨饭并与陳盛重逢，一开始不敢与其相认甚至还想自杀，但最终还是成功被陳盛开导和进入医院接受治疗。康复后到陳盛承包的一家古董店打工并与月娘有生意往来。 |      |
| 恩美   | 麗貝兒 | 一名西方和娘惹的混血儿。受西方文化影響，為人非常開放，支持女權解放。多次帮助陳錫和月娘，并努力撮合他们在一起。最后和一名在南非遇见的医生相恋并订婚。 |      |
| 芮丹尼 | 保罗   | 全名 - 保罗·斯蒂芬 Paul Steven 一名從英國來到馬六甲的律師，曾經是羅伯張的律師，最後因為知道羅伯張的所作所為後，與他劃清界線。之後多次帮助月娘。结局中和一名女子订婚。 |      |
| 都钊   | 大傻   | 一名流落街头的傻子，经常受月娘帮助。最后由他无意中启发了月娘建立燕窝生意，成为月娘生意之路的重要一员。 |      |
| 廖永谊 | 黑狗   | 劉一刀的兄弟。他被天寶收買去偷劉一刀的刀來殺陳盛。后来被逮捕并判处死刑（当时的英国殖民地政府法律裁定谋杀罪的刑罚为死刑）。 |      |
| 李大光 | 大狗强 | 马六甲警长，为人腐败，欺善怕恶。 |      |
| 菅则琪 | 金花   | 黄家妈姐。待人刻薄，狐假虎威。 |      |

#### 註释
1. ↑  因剧中角色十分可恶而被部分观众戏称“萝卜张”[2]

## 电视剧歌曲
| 曲序 | 曲目               |        | 作曲            | 编曲            | 演唱   |
| ---- | ------------------ | ------ | --------------- | --------------- | ------ |
| 1.   | 為誰美麗（片头曲） | 方文山 | 葉懷佩          | 葉懷佩          | 曹杨   |
| 2.   | 看不穿（片尾曲）   | 許郁翎 | 許郁翎 / 葉懷佩 | 許郁翎 / 葉懷佩 | 袁咏琳 |
| 3.   | 爱如神话（插曲）   |        | 何国杰          |                 |        |
| 4.   | 月光香气（推广曲） | 流水纪 | 张筱真          |                 | 梦然   |

## 收视率
| 中国 央视八套 首播收视率 |               |        |          |        |      |
| 集數                     | 播出日期      | 收视率 | 收视份额 | 排名   | 備註 |
| 1-2                      | 2020年6月28日 | 0.664  | 2.689    | 8      |      |
| 3-5                      | 2020年6月29日 | 0.801  | 3.243    | 7      |      |
| 6-8                      | 2020年6月30日 | 0.832  | 3.44     | 7      |      |
| 9-11                     | 2020年7月1日  | 0.9    | 3.714    | 7      |      |
| 12-14                    | 2020年7月2日  | 0.968  | 3.934    | 7      |      |
| 15-17                    | 2020年7月3日  | 1.029  | 3.89     | 7      |      |
| 18-20                    | 2020年7月4日  | 1.294  | 4.962    | 4      |      |
| 21-22                    | 2020年7月5日  | 1.224  | 4.442    | 6      |      |
| 23-25                    | 2020年7月6日  | 1.217  | 4.732    | 6      |      |
| 26-28                    | 2020年7月7日  | 1.191  | 4.715    | 5      |      |
| 29-31                    | 2020年7月8日  | 1.295  | 5.112    | 4      |      |
| 32-34                    | 2020年7月9日  | 1.407  | 5.614    | 4      |      |
| 35-37                    | 2020年7月10日 | 1.353  | 5.015    | 4      |      |
| 38-40                    | 2020年7月11日 | 1.582  | 6.01     | 4      |      |
| 41-44                    | 2020年7月12日 | 1.516  | 5.69     | 4      |      |
| 45                       | 2020年7月13日 | 1.591  | 6.113    | 3      |      |
| 平均收視                 | 平均收視      | 1.179  | 4.582    | 不適用 |      |

1. 数据由央视索福瑞CSM59 城市网测量仪提供，按該電視劇總時長的平均收视計算
2. 收視最低的集數以藍色表示，收視最高的集數以紅色表示
3. 资料来源：卫视这些事儿、TV未知数

## 電視節目的變遷
| 新加坡 新传媒8频道 星期一至五 23:00 - 00:00 · （若当天《晚间新闻》因国会相关资讯而延长播报时间，则顺延至 23:15 - 00:15） · （2月11日及12日因播映新春特备节目，暂停播映两次。）                                                     | 新加坡 新传媒8频道 星期一至五 23:00 - 00:00 · （若当天《晚间新闻》因国会相关资讯而延长播报时间，则顺延至 23:15 - 00:15） · （2月11日及12日因播映新春特备节目，暂停播映两次。） | 新加坡 新传媒8频道 星期一至五 23:00 - 00:00 · （若当天《晚间新闻》因国会相关资讯而延长播报时间，则顺延至 23:15 - 00:15） · （2月11日及12日因播映新春特备节目，暂停播映两次。） |
| --- | --- | --- |
| | 小娘惹 （2021年1月5日 - 2021年3月10日） | |
| 同盟 （2020年9月30日—2020年11月6日）敢敢做个开心人（重播） （两集连播） （2020年11月9日—2020年11月25日）播音人（重播） （两集连播） （2020年11月26日—2020年12月14日）我爱精灵（重播） （两集连播） （2020年12月15日—2021年1月4日） | 琉璃 （2021年3月11日—2021年6月1日） | |
| 星期日 12:00 - 14:00（重播） （1月22日因播映新春特备节目，暂停播映一次。） （2023年3月12日只播一集） | | |
| 起飛 （2022年6月19日—2022年9月25日） | 小娘惹 （2022年10月2日—2023年3月12日） | 錦心似玉 （2023年3月2日—2023年8月13日） （第一集 13:00） |